# Johan Baptist van Hohenzollern-Sigmaringen
Johan Baptist van Hohenzollern-Sigmaringen (1728-1781), bijgenaamd de dolle graaf, was heer van Boxmeer en burggraaf van den Bergh van 1737 tot 1757. Hij was de zoon van Frans Wilhelm van den Bergh-Hohenzollern-Sigmaringen (1704-1737) heer van Boxmeer 1718-1737 en Maria Truchsess von Waldburg Zeil, gravin-douairière tot den Bergh-Hohenzollern (1702-1739).
Hij was nog minderjarig toen hij, na de dood van zijn vader, met de heerlijkheid werd beleend. Als voogd trad Franciscus Ludovicus Sanguessa, de toenmalige bisschop van Roermond op.
Naar verluidt trouwde hij in 1747 met Maria Benonia, gravin Laderani van Lodron van Portugal nadat hij enkel een portret van haar had gezien. Maria viel hem echter tegen, waarop hij zijn beklag deed bij zijn drossaard, jonker Leopold Frans de Raet. Deze prees de vrouw en de graaf stelde voor om dan maar van vrouw te ruilen, aangezien de echtgenote van de drossaard een beeldschone vrouw was.
De ruil ging niet door. De graaf ging 's avonds met zijn volle wapenrusting en twee geladen pistolen in het echtelijk bed liggen, waarop Maria naar een andere kamer verhuisde en de dag daarop voorgoed vertrok. Ze overleed in 1758 in een klooster te Aken.
Johan Baptist joeg het geld erdoorheen en nabij herberg De Zwaan te Boxmeer stak hij een man dood, waarna hij met succes de moord in de doofpot wist te stoppen. Toen hij bezoek had was er een leidekker op het dak aan het werk en de graaf vroeg: wilt ge hem eens zien rollen?, waarna hij hem neerschoot. Ook ging hij, als boerin verkleed, op de vrouw van de drossaard af. Deze herkende de graaf, die de drossaard wilde vermoorden, echter op tijd.
Uiteindelijk zorgden de drossaard en de rentmeester ervoor dat de dolle graaf in 1757 gearresteerd werd en in het gevang te Wetzlar belandde. In 1781 is hij op kasteel Haigerloch overleden.

## Nieuw licht op de "Dolle Graaf"
In 2016 verscheen in Boxmeer in eigen beheer een twee-delig verslag van een onderzoek naar het leven van Johan Baptist en vooral van de beschuldigingen van moord die hem ten laste gelegd werden. Het verslag is geschreven door regionaal amateurhistoricus Herman Jan van Cuijk. De auteur deed 19 jaar onderzoek naar het leven van Johan Baptist en komt op basis van zijn bevindingen tot de conclusie dat de naam van de graaf gezuiverd dient te worden "van die kwalijke zaken die anderen -kwaadaardig, lasterlijk en rovend- hem extra toeschreven".

## Externe bron
- Anton van Oorschot, Middeleeuwse Kastelen van Noord-Brabant.Rijswijk: Elmar (1981). ISBN 906120285X
- Herman Jan van Cuijk, Het merckwaerdige leven van een dolle graef. Johan Baptist van den Bergh 1728-1781. Boxmeer: uitgave in eigen beheer (2016), 2 delen